# Studnia

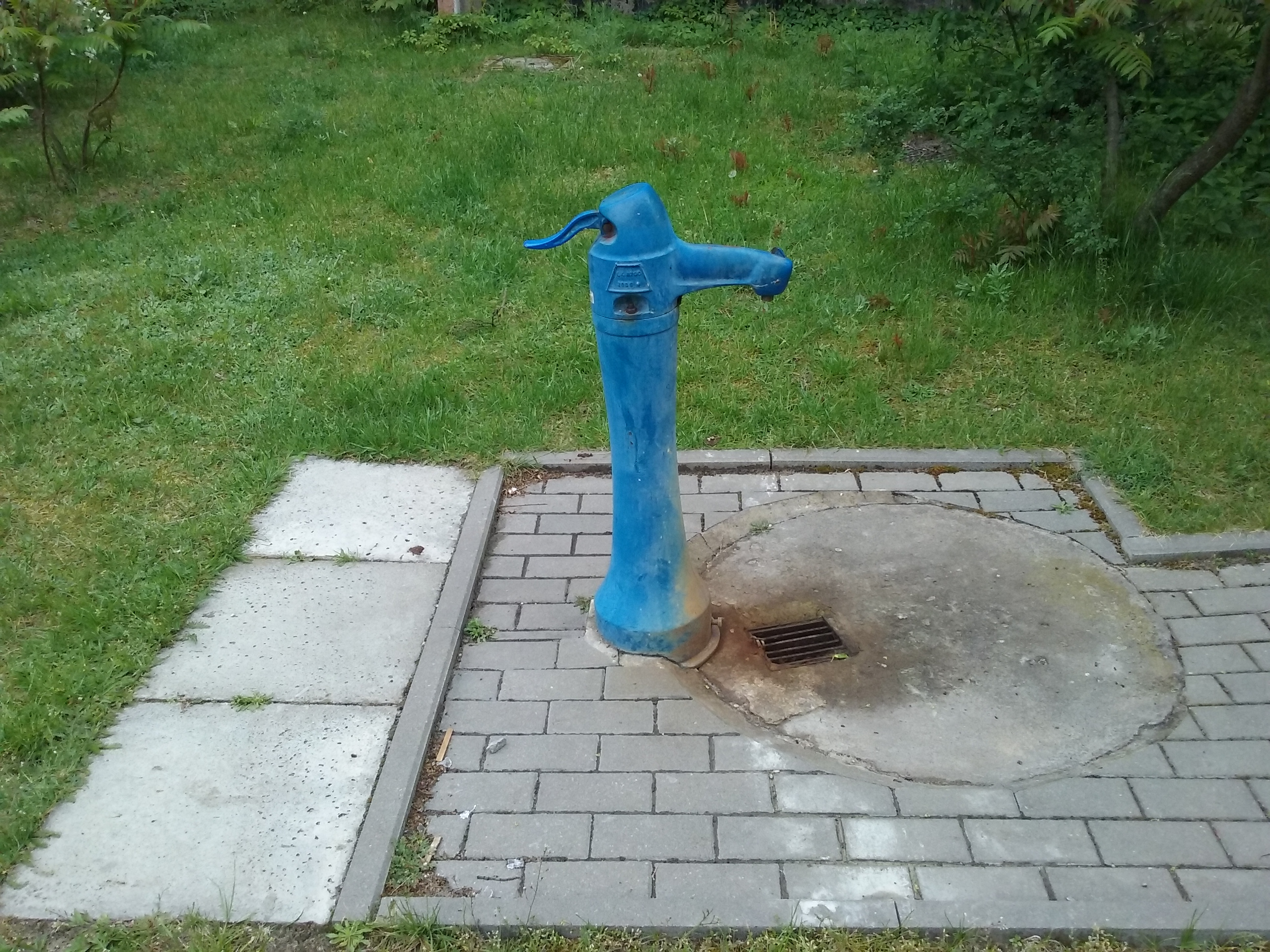
Studnia głębinowa wśród bloków przy ulicy Sikorskiego w Tomaszowie Mazowieckim

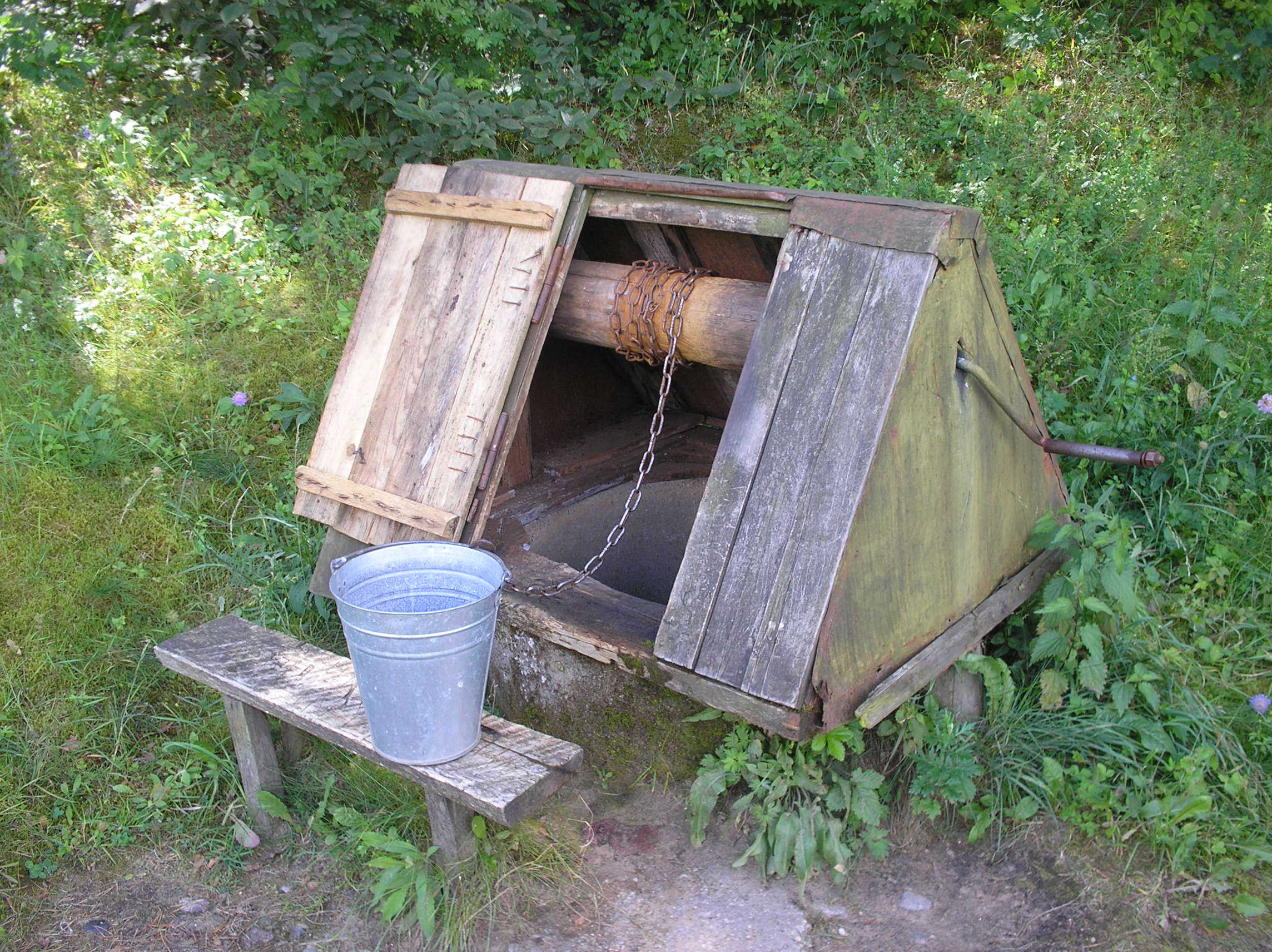
Studnia kryta z drzwiczkami w Rosji

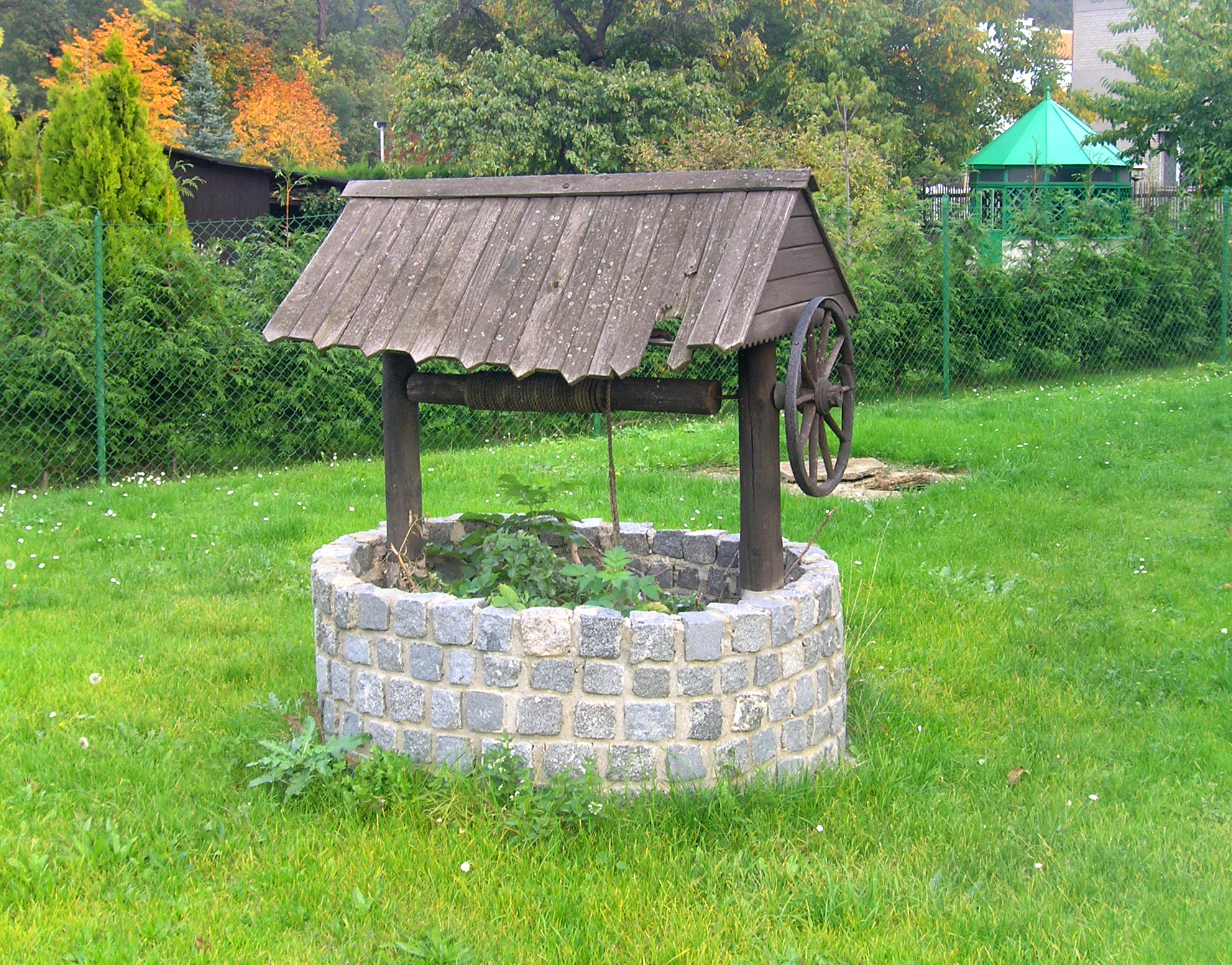
Kołowrót zamontowany na studni, nakrytej daszkiem w czeskiej Pradze

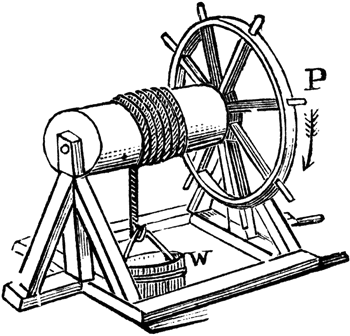
Rycina przedstawiająca kołowrót

Studnia – pionowe (czasami skośne) ujęcie wód podziemnych, sztuczny otwór wiercony lub kopany, sięgający do poziomu wodonośnego.
Dzięki obecności urządzeń technicznych takich jak obudowa, kołowrót, pompa, rurociąg itp. możliwy jest stały pobór wody ze studni.

## Historia
Najstarsza, zachowana studnia w Polsce znajduje się w Mogilnie na dziedzińcu klasztoru benedyktynów z XI wieku. Najpierw studnie były kopane, a ściany wykładano murem z kamieni lub cegieł; dopiero od początku XX wieku zaczęto stosować okrągłą betonową cembrowinę. 
Wodę czerpano na terenach o płytkim położeniu wód za pomocą studni z wyciągiem ręcznym, a na terenach o głębokich ujęciach za pomocą żurawia lub kołowrotu (drewnianego walca, napędzanego ręcznie za pomocą korby żelaznej; do walca była umocowana lina lub metalowy łańcuch z konewką lub wiadrem). Cembrowina wierzchnia wystawała na powierzchnię, a po obu jej stronach były wkopane w ziemię drewniane słupy, na których był zamocowany kołowrót. W późniejszym czasie zaczęto stosować częściowe zabezpieczenie kołowrotu, poprzez nakrycie go stałym daszkiem, a także całkowite zabezpieczenie studni poprzez drewniane osłony z zamykanymi drzwiczkami. Czasem budowano studnie abisyńskie, gdzie wodę pobierano za pomocą wkręconej rury i pompy ręcznej. 
W czasie rozwoju elektryczności zaczęto w studniach montować pompy elektryczne, które pobierały wodę i rurociągiem odprowadzały ją do domu. Obecnie studnie wiejskie są już tylko rzadkością (jako obiekty zabytkowe), ponieważ zostały wyparte przez wiejskie wodociągi.

## Znaczenie symboliczne studni
Znaczenie studni związane jest ze znaczeniem wody, której przypisywano znaczenie oczyszczające i uzdrawiające. Studnie interpretowano (ze względu na znajdującą się w głębi wodę) jako drogę prowadzącą w dół, w ciemność, do krainy zmarłych, poza granice ludzkiego świata. Nabierały przez to właściwości tabu (i wymagały wzmożonej ochrony). Odgrywały również znaczenie w momentach przejścia w życiu człowieka. Ze studniami związane były wątki magiczne, wierzenia i wróżby. Studnie często towarzyszą świątyniom i miejscom pielgrzymkowym.

## Charakterystyka
- Ze względu na rozmiar pionowy wyróżnia się umownie studnie: płytkie, głębokie.
- Ze względu na średnicę: małośrednicowe (umownie do 0,5 m), wielkośrednicowe (około 1 m).
- Ze względu na sposób wykonania wyróżnia się studnie: kopane (szybowe), wiercone (głębinowe), wbijane, wkręcane (np. tzw. studnie abisyńskie – wykonane przeważnie ręcznie przez wbicie lub wkręcenie rury o niewielkiej średnicy i głębokości, zaopatrzonej w dolnej części w świder i filtr, a także pompę tłoczącą)
- Ze względu na konstrukcję wyróżnia się studnie: obudowane (cembrowina), nieobudowane
- Ze względu na obecność filtra wyróżnia się studnie: filtrowe, bezfiltrowe
- Ze względu na przeznaczenie wyróżnia się studnie: eksploatacyjne (pobór wody do celów pitnych i gospodarczych), inżynierskie (w tym: fundamentowe, odwodnieniowe i inne), obserwacyjne (badawcze).

## Galeria

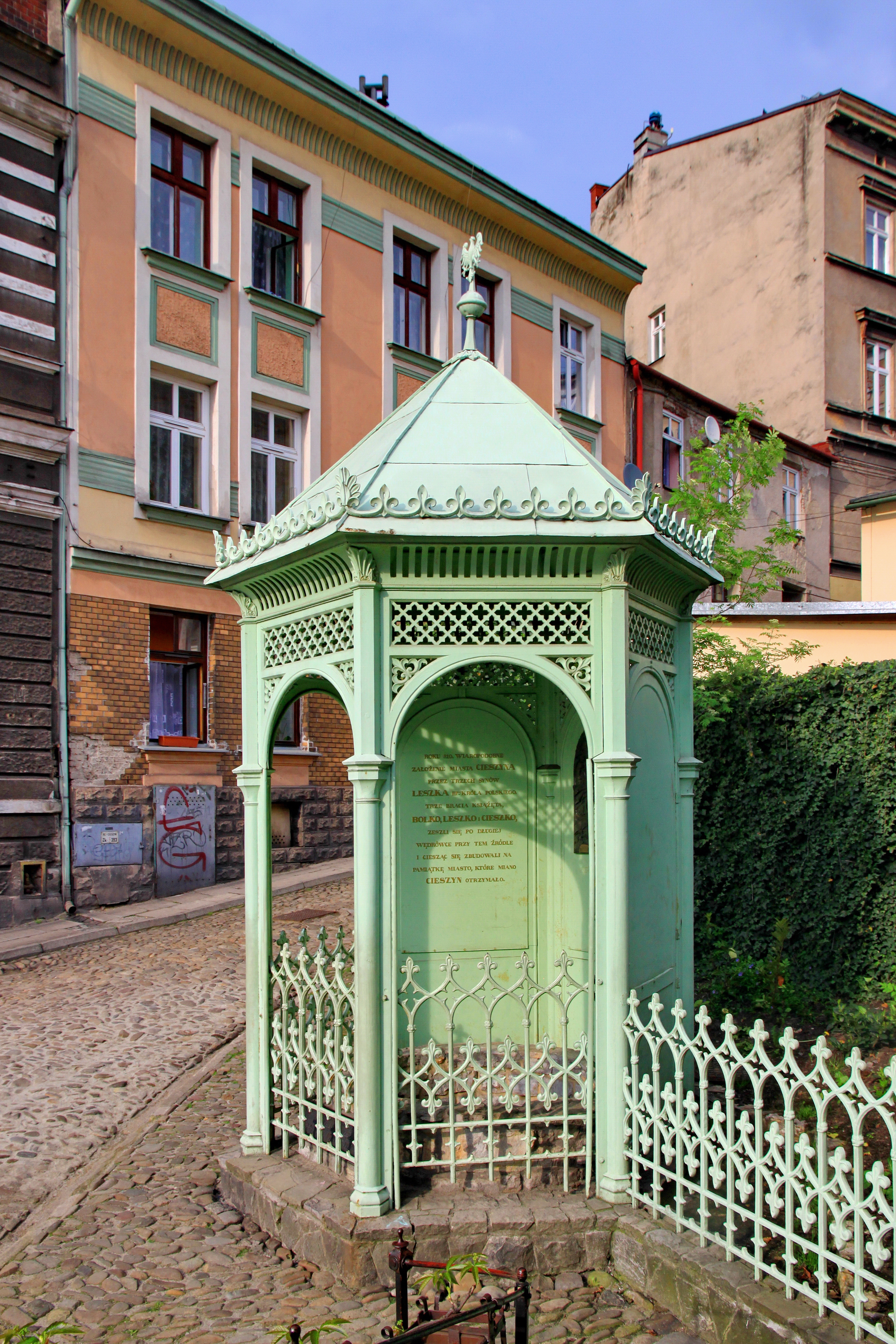
Studnia Trzech Braci w Cieszynie z żeliwną altaną z 1868
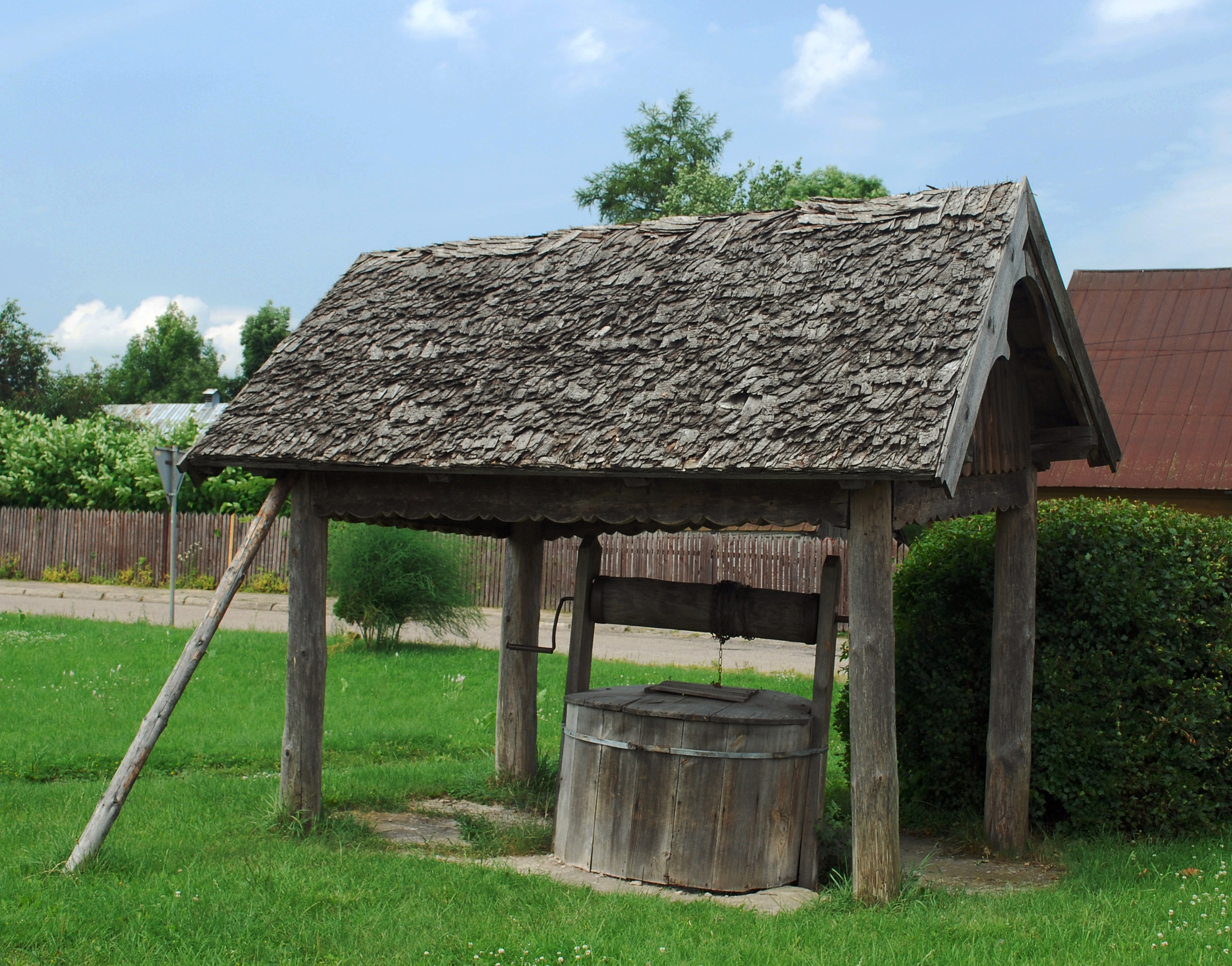
Studnia w Krasnopolu z XVIII wieku z zadaszeniem z 1941
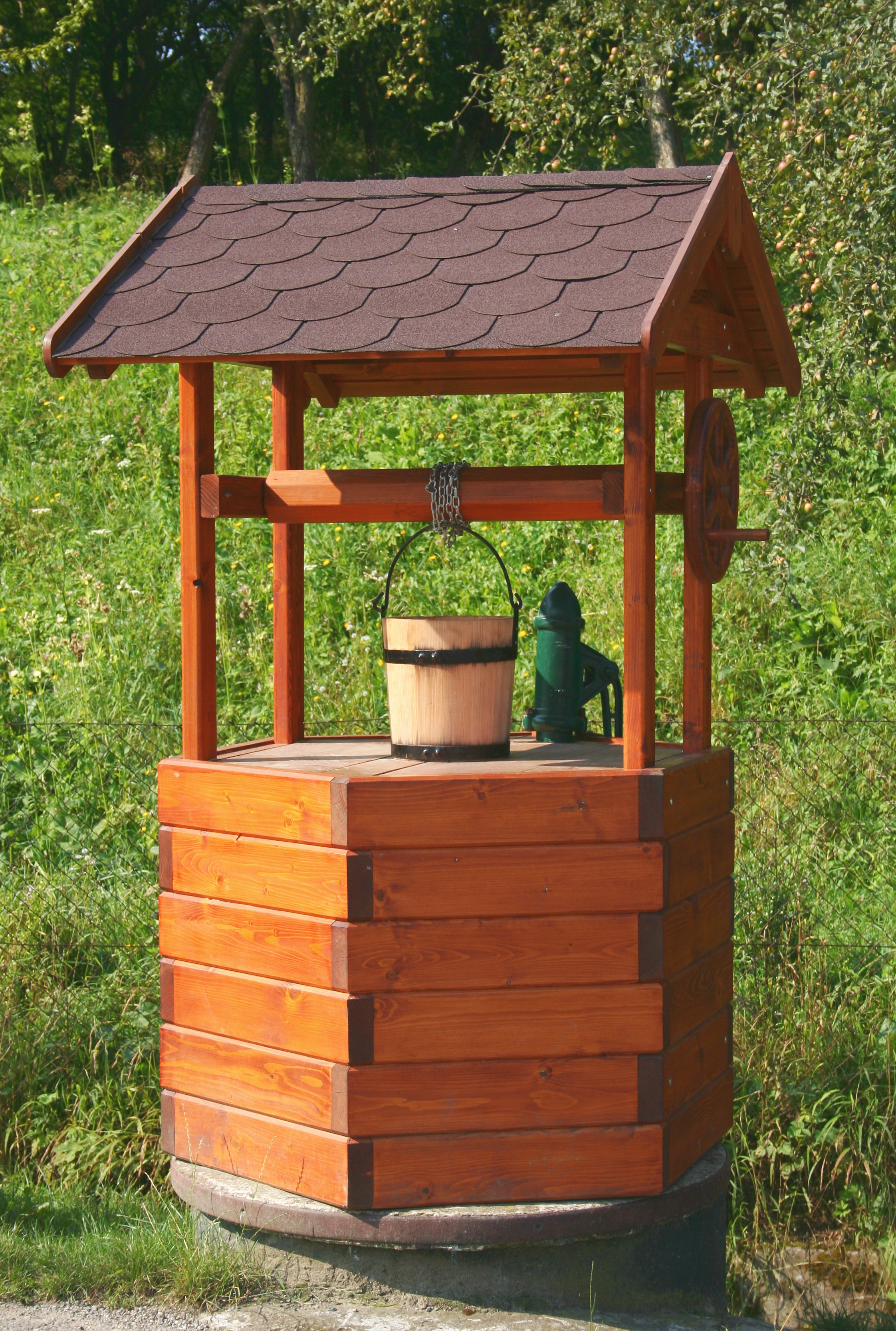
Studnia w miejscowości Giglovce na Słowacji
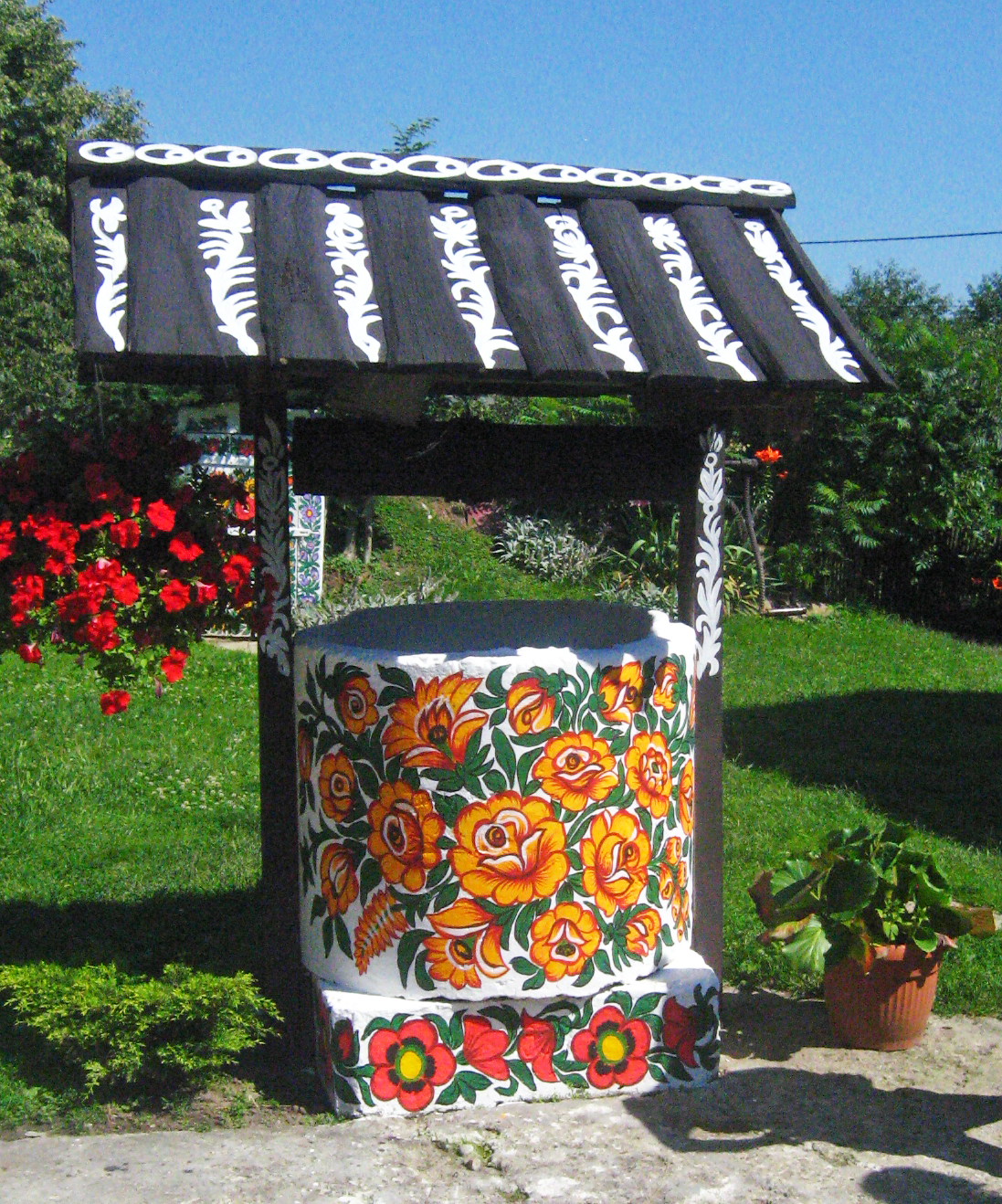
Malowana studnia w Zalipiu
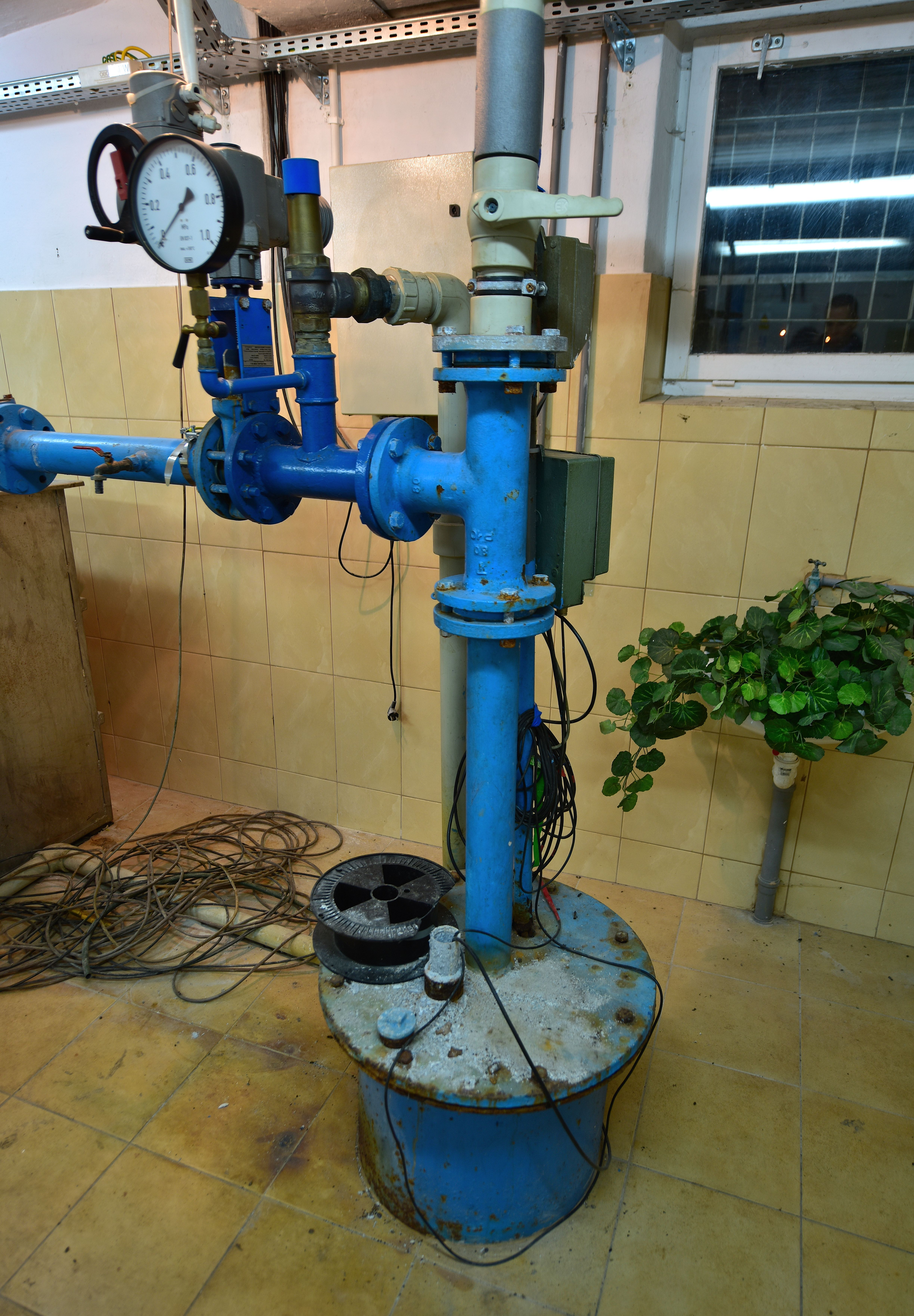
Studnia głębinowa na Wydziale Geologii Uniwersytetu Warszawskiego
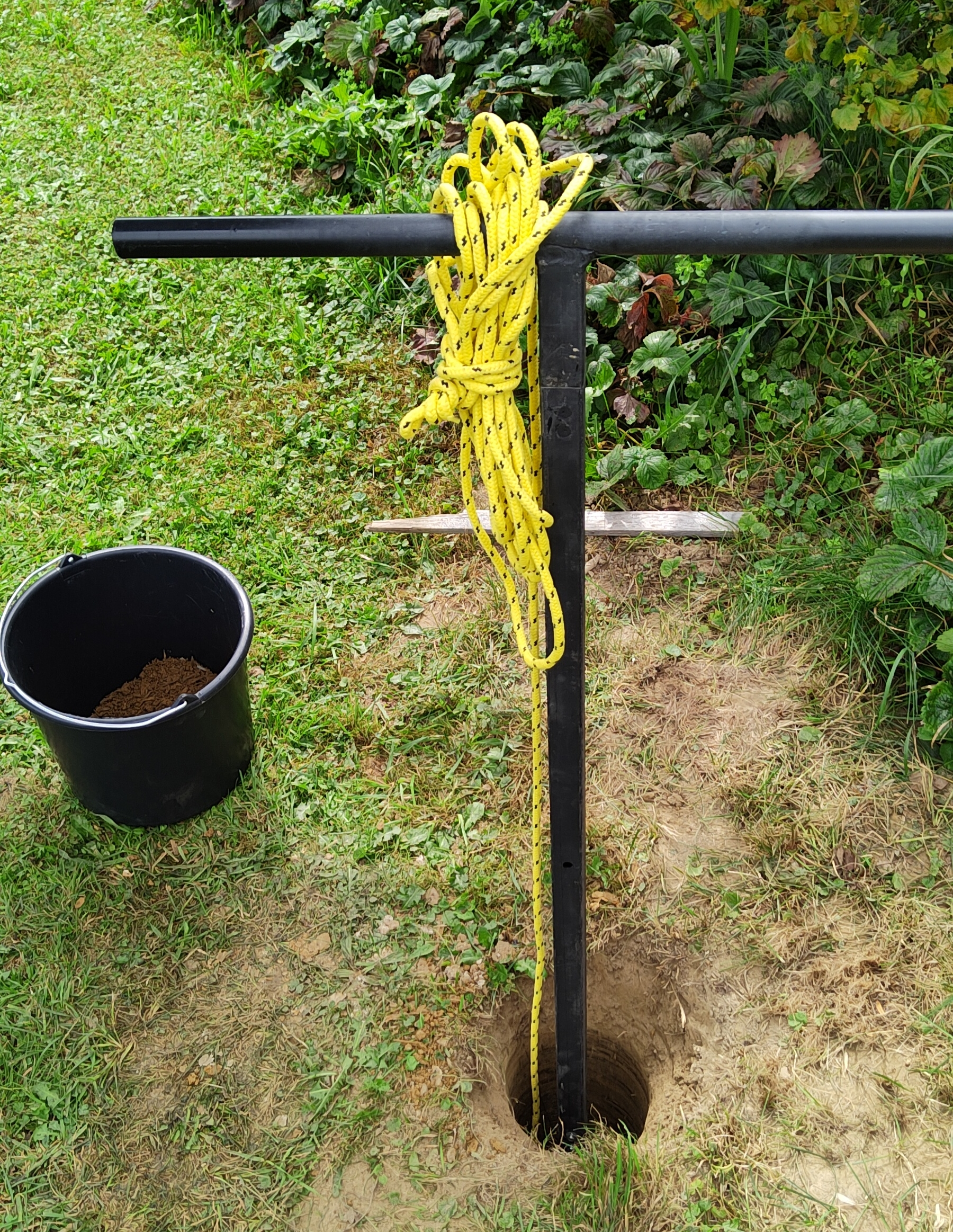
ręczne wiercenie studni